# Combre
Combre este o comună în departamentul Loire din sud-estul Franței. În 2009 avea o populație de 399 de locuitori.

## Evoluția populației
| An        | 1975 | 1982 | 1990 | 1999 | 2006 | 2009 |
| --------- | ---- | ---- | ---- | ---- | ---- | ---- |
| Populație | 151  | 182  | 267  | 283  | 346  | 399  |